# Impatiens monticola
Impatiens monticola är en balsaminväxtart som beskrevs av Joseph Dalton Hooker. Impatiens monticola ingår i släktet balsaminer, och familjen balsaminväxter. Inga underarter finns listade i Catalogue of Life.